# Stefan Kobel
Stefan Kobel (Winterthur, 13 de fevereiro de 1974) é um voleibolista de praia da Suíça.
Em sua única participação olímpica, nos Jogos de 2004, em Atenas, conquistou a medalha de bronze ao lado de Patrick Heuscher.